# درون‌بست در کلیدزنی
درون بست، trapped key interlocking، به معنای چفت درونی می‌باشد که به دو دسته درون بست الکتریکی و درون بست مکانیکی بخش‌بندی می‌شود.
در پستهای فشار قوی، گروهی از کلید زنی‌ها به پیوستار و حالات کالاهای پست، بستگی داشته و نیاز به یک دسته کلید زنی‌های پشت سر هم دارند. برای ورود یا خروج درست کالاها در مدار و دسترسی کارکنان بازسازی و نگهداری کالاها، به درون بستهای مناسب نیاز می‌باشد تا بدین گونه از کلیدزنی ناروا در پست جلوگیری شده و ایمنی کارکنان برای دسترسی به پست، بیمه گردد. گفتار درون بست در ارتباط با کنترل پست و کارمندان بازسازی و نگهداری به میان آمده و در درازای برنامه‌ریزی پستهای فشار قوی، در نظر گرفته می‌شود. با بکار بردن درون بستهای شایسته، می‌توان بخت خطای برخاسته از اشتباه کارکنان را به کمترین اندازه رسانده و کالاهای خواسته شده را پناه نمود و به رفتار درست کلیدها و سواسازها دست یافت.

## انواع درون بست‌ها
برای پیش‌گیری از باز و بسته شدن‌های نابجا، دو دسته درون بست می‌توان پیاده‌سازی کرد:
1. درون بستهای الکتریکی، با بکارگیری پلهای کمکی کالاها (سواساز و کلید) که نشان دهنده حالت آن‌ها می‌باشند، انجام می‌گیرند. با بکارگیری از این کنتاکتها در چرخه فرمان کالاهای یاد شده، از رخداد کلیدزنی نابجا جلوگیری می‌نماید.
2. درون بست مکانیکی، با گذاشتن اهرم بازدارنده (که می‌تواند دسته یا فرمان باشد) درون سازوکار مکانیکی دستگاه و چفت کردن آن فراهم می‌شود.

## روش‌های درون بست
منطق یاونه درون بست برای آرایش درست کلیدزنی سواساز‌ها و کلیدها به دو شیوه انجام می‌گیرد. یک روش بهره‌گیری از رله‌ها و روش دیگر بکارگیری رایانه است. گزینش بین دو روش به پیچیدگی سامانه و توانایی‌های پناه و فرمان (protection & Control) پست بستگی دارد که از سوی برنامه‌ریز برگزیده می‌شود.

### سامانه‌های وابسته بر رایانه
از سامانه‌های رایانه ای، می‌توان هم به‌عنوان نگریستگار (Monitoring system)سامانه و هم در جایگاه درون بست پردازشی، بهره‌گیری نمود. در این صورت، رایانه کاربر را آگاه می‌سازد که آیا بستن یک کلید یا سواساز به جا است یا نه و باید که رایانه به‌گونه پردازشی بکار رود، از به کار افتادن ناخواسته کلید یا سواساز جلوگیری می‌کند.
در بنشتهای رایانه‌ای از دو رایانه به عنوان نخستین و آماده‌باش، بهره گرفته می‌شود تا از دیدگاه جاودانگی (Reliability) میانگین زمان بین خطا(MTBF)، در این سامانه بیش از چند سال باشد. این سامانه همچنین می‌گذارد که شمار کلیدهای زیر نگریستار بدون نیاز به دگرگونی نرم‌افزار، افزایش یابد.

### بهره‌گیری از رله‌ها در اینترلاک
درون بست بین کالاها از سوی پل‌های کمکی(auxiliary contacts) و پیوستارهای آن‌ها در چرخه انجام دهنده کلید یا سواساز، انجام می‌گیرد؛ بنابراین یک کلید یا سواساز زمانی کار می‌کند که کنتاکت‌های کمکی کلیدها یا سواسازهای دیگر در وضعیتی باشند که اجازه و پته آغاز را بدهند. بدین ترتیب، حالت باز یا بسته بودن یک کلید، از چگونگی وضعیت پل کمکی آن روشن می‌گردد.
در پستهای فشار قوی، درون بست‌های گوناگونی به‌کار می‌روند که شماری از آن‌ها در بیشتر پست‌ها یکسان است. برای فراهم آوردن درون بست مناسب در پست، شماری از این پیوستارهای پایه در هم آمیخته و نیاز پست را برآورده می‌کند.

## طراحی درون بست
در طراحی پیوستارهای پیوستارهای گوناگون درون بست، قوانین زیر مورد توجه قرار می‌گیرد:
- سواسازها توانایی باز کردن و بستن گردشهای انباشتاری به جز توانراه‌ها و بانک‌های خازنی را دارند.
- سواسازها توانایی و آستانه بستن و باز کردن چرخه توان را ندارند.
- سکسیونرها توانایی بستن یا باز کردن جریان‌های مغناطیس‌کنندگی ترانسفورماتورها را ندارند.
- سواسازها توانایی تهی کردن بانک‌های انباشتاری را ندارند.
- سواساز زمین دگرگونی حالت نمی‌دهد مگر اینکه مداری که سواساز بر روی آن کار گذاشته شده‌است، از همه سرچشمه‌های توانرسانی جدا شده باشد. (برای زمین کردن از رله ولتاژ صفر سه فاز بهره گرفته می‌شود)
- چنانچه سواساز زمین وابسته به سکسیونر خط بسته باشد، سکسیونر خط نباید کار نماید.
- باز کردن کلید آزاد است.
- بستن کلید از فرمانسرا پس از بسته شدن سکسیونرهای هر دو سو آن شدنی است.
- کلید سمتLV ترانسفورماتور، پس از اطمینان از بسته شدن کلیدHV و آزمون همنوایی (Synchronism check) بسته می‌شود.
- فرمان دستی باز شدن کلید از فرمانسرا زمانی فرستاده می‌شود که سواسازهای دو سوی کلید بسته باشند. (بجز در هنگام بازسازی و نگهداری).
- کلید فشار بالا از جایگاه محوطه پست (local) بسته نخواهد شد، مگر اینکه سکسیونرهای مربوطه باز باشند.
- فرمان بسته شدن کلید توان از فرمانسرا، با بسته بودن سواساز دو سوی، روا می‌باشد. (بجز در هنگام بازسازی و نگهداری).
- درون بست‌های عملیاتی، بسته به چندوچون و پیوستار کالاهای پست در نظر گرفته می‌شود.
- درون بست‌های بالا، به کمک پلهای کمکی کالاهای پست مانند کلیدها و سکسیونرها و… فراهم شده و در چرخه فرمان بستن کلیدها و بستن و باز کردن سواسازها، همراه می‌شوند تا آرایش کلیدزنی شایسته فراهم شود.

## درون بست بازسازی و نگهداری
همه کلیدها و سواسازها و تیغه‌های زمین باید دارای درون بست درست باشند تا از کارکرد ناخواسته جلوگیری شود. درون بست پردازشی هماهنگ با کارکرد و کلیدزنی در سامانه است و گروهی از کلیدزنی‌های شایسته را چیدمان می‌نماید. در درون بست برای بازسازی و نگهداری، کلیدزنی برای امنیت کالاها و کارمندان فراهم می‌شود. این نوع درون بست با ایمنی کارمندان و کالاها سر و کار دارد. چنانچه کارکنان بازسازی و نگهداری بخواهد بر روی بخشی از پست کار کند، چونایی زیر باید فراهم شود:
- بررسی شود که از سرچشمه توانرسانی جدا شده‌است.
- کالاهای تحت بررسی کارکنان، زمین شود.
- بررسی شود که زمین کردن با کامیابی و به درستی انجام شده‌است.
- گذاشتار کار کردن را صادر نماید.
این دستگاه اطمینان می‌دهد که همه سواسازها و تیغه زمین به درستی کار کرده و سپس دسترسی کارمندان به کالاها را روا می‌داند. شرایط بالا، بنیاد درون بست برای تعمیر و نگهداری همه کالاها پست را می‌برگزیند.
برای بازسازی و نگهداری کلید باید درون بستهای زیر برپا باشد:
- با انتخاب جایگاه بازسازی درکلید (Maintenance) به دست کارکنان، باید از فرستاده شدن فرمان بسته شدن از راه دور جلوگیری گردد.
- سواسازهای دو سوی کلید باید باز شده و کلید زمین شود.
- سکسیونرهای دو سوی کلید باید با پل بازسازی و نگهداری کلید درون بست داشته و فرمان بسته شدن نگیرند.
برای بازسازی و نگهداری سکسیونر باید درون بستهای زیر پنداشته شود:
- سکسیونر در زمان بازسازی باید باز شده و سواساز زمین آن بسته گردد و دیگر سو سکسیونر نیز باید با روش‌های گوناگون، در جای زمین گردد.
- فرمان بستن سواساز باید با سواساز زمین در حالت بسته، افزون بر اینترلاک مکانیکی، دارای درون بست الکتریکی هم باشد، تا از راه دور نیز به کار نیفتد

## چند نمونه درون بست
- درون بست‌الکتریکی‌بین‌سواساز زمین سرکابل‌ورودی ۲۰کیلو ولت از ترانسفورماتور و بریکرهای۲۰Kvو400Kv همان‌ترانس، بدین گونه است که تا هنگامی که دو کلید یاد شده درحالت باز نباشد، گذاشتار و پته بستن به سکسیونر زمین سرکابل ۲۰KV داده نمی‌شود. همچنین تا زمانی‌که سرکابل اندرگاه ۲۰ کیلو ولت، زمین شده باشد بریکرهای ۲۰KVو KV 400فرمان بسته شدن نمی‌پذیرند.
- در پستهایی که سواساز بای پاس(Bay Pass) دارند، تا زمانیکه کلید باس سکشن (کلیدی که پیوند بین دو بخش باسبار را برپا می‌کند)، بسته نباشد، سواساز بای‌پاس، گذاشتار باز و بسته شدن ندارد. همچنین کلید باس سکشن نیز با سکسیونرهای‌هر دو سویش، درون بست دارد و بوارون.
- در پستهای kv 20/63؛ تا زمانی که کلیدهای ۶۳ کیلو ولت باسبار، باز نباشند، گذاشتار بستن یا باز کردن سواسازباس‌سکشن داده نمی‌شود.
- درون بست سواساز زمین باسبار ۲۰ کیلو ولت: بای به سکسیونر زمین باسبار۲۰کیلوولت، گذاشتار بسته شدن داده می‌شود که کلیه کلیدهای همان باس (درگاه‌ها، اندرگاه‌ها و باس‌کوپلر) قطع باشند.
- درون بست کلیدهای۴۰۰ ولتAC: درون بست الکتریکی بین دو بریکر ۴۰۰ ولت ترانسهای کمکی (مصرف درونی)، بدین گونه است که همیشه تنها یک بریکر می‌تواند در حالت بسته باشد.

## چندوچون همگانی‌همهٔ کلیدهای توان
نخست اینکه برای باز کردن کلید، درون بستی نیاز نیست. دوم اینکه، همه کلیدهای ۴۰۰و۲۳۰ کیلوولت برای بسته شدن نیاز به بررسی هم نوایی (synchronization)دارند و اگر این رله بای‌پاس نشده باشد، این موضوع را نیز می‌توان با نام یک نوع درون بست انگاشت. گفتار دیگر اینکه بستن کلید در جایگاه پست و کنار کلید، تنها با گذاشتار بازبودن سکسونرهای مربوطه شدنی است (یکی از دلایل آن نبود امکان بررسی نمودن وضعیت هم نوایی در جایگاه می‌باشد). در برخی از پستها، توانایی بازنمودن کلید از فرمانسرا، در چندوچونی که سواسازهای وابسته به آن باز باشد، هست (در زمان بازسازی، کلید را باز و سکسیونرهایش را باز می‌کنند، حال کلید را از جایگاه و در وضعیت بازبودن سوازسازهایش، بسته و آن را در حالت فرمان از راه دور می‌گذارند)
- کلید اندرگاه به باس‌بار Kv 230، با یکی ازسواسازهای باسبار و سواساز ترانس، بدین گونه که؛ این کلید فرمان بسته شدن خواهد گرفت که سواساز ترانس و یکی از سواسازهای هم‌بند به باس بار Kv230، بسته شده‌باشند. همچنین تا این کلید باز نشود، سواساز همبند به باس بار Kv230، باز یا بسته، نخواهد شد.
- کلید کوپلاژ بین باس‌بارهای Kv230، با سکسونرهای هر دو سویش، بدین گونه که تا این سکسونرها بسته نشوند، کلید فرمان بسته شدن نخواهد گرفت و همچنین تا این کلید بازنشود، این‌سواسازهابازویابسته، نخواهندشد.

## بن مایه
1. ↑  Ryan, H. Hugh McLaren, ed. High voltage engineering and testing. No. 32. Iet, 2001.